# George Robert Stow Mead
G.R.S. Mead (1863-1933) fue un escritor y traductor, miembro de la Sociedad Teosófica. Ingresó a la Sociedad Teosófica en 1884, donde conoció a Helena Blavatsky convirtiéndose en su secretario personal y abandonando su carrera de maestro en 1889 para dedicarse exclusivamente su apoyo hasta su fallecimiento dos años más tarde.Durante ese tiempo, 
Mead fue editor adjunto de la revista mensual Lucifer que renombró más tarde como The Theosophical Review. (1897-1909). Posteriormente editó la revista Quest desde 1909 a 1930. En 1894 se casó con otra conocida teósofa: Laura Cooper. La labor de Mead es importante para el estudio del gnosticismo primitivo y la Tradición Esotérica Occidental.

## Obras principales
- Apollonius of Tyana: The Philosopher Explorer and Social Reformer of the First Century AD (Londres y Benarés, Edimburgo, Theosophical Publishing Society, 1901)
- Did Jesus live 100 B.C.? : an enquiry into the Talmud Jesus stories, the Toldoth Jeschu, and some curious statements of Epiphanius : being a contribution to the study of Christian origins (Londres, Theosophical Publishing Society, 1903)
- Thrice Great Hermes: Studies in Hellenistic theosophy and gnosis, being a translation of the extant sermons and fragments of the Trismegistic literature, with prolegomena, commentaries and notes, en tres volúmenes (Londres, Theosophical Publishing Society, 1906)
- Echoes from the Gnosis (11 volúmenes, 1907-08)
- Pistis Sophia Traducción con comentarios (Londres, J. M. Watkins, 1921)